# SN 2001kr
SN 2001kr – supernowa typu Ia odkryta 26 marca 2001 roku w galaktyce A095916+0058. W momencie odkrycia miała maksymalną jasność 19,10m.